# Antheraea paphia
Antheraea paphia es una especie de insecto lepidóptero del género de polillas de seda Antheraea de la familia Saturniidae originaria de la India.
Las larvas se alimentan de varios árboles, tales como Anogeissus latifolia, Terminalia tomentosa, Terminalia arjuna, Lagerstroemia parviflora y Madhuca  longifolia.